# Бетонкур-сюр-Манс
Бетонку́р-сюр-Манс (фр. Betoncourt-sur-Mance) — коммуна во Франции, находится в регионе Франш-Конте. Департамент — Верхняя Сона. Входит в состав кантона Витре-сюр-Манс. Округ коммуны — Везуль.
Код INSEE коммуны — 70070.

## География
Коммуна расположена приблизительно в 280 км к юго-востоку от Парижа, в 70 км севернее Безансона, в 38 км к северо-западу от Везуля.
На юге коммуны протекает река Аманс.

## Население
Население коммуны на 2010 год составляло 42 человека.
| 1962 | 1968 | 1975 | 1982 | 1990 | 1999 | 2010 |
| ---- | ---- | ---- | ---- | ---- | ---- | ---- |
| 108  | 90   | 68   | 70   | 62   | 52   | 42   |

## Администрация
| Период | Период | Фамилия       | Партия | Примечания |
| ------ | ------ | ------------- | ------ | ---------- |
| 2001   | 2004   | Жером Фламбар |        |            |
| 2005   | 2014   | Анн-Мари Рю   |        |            |

## Экономика

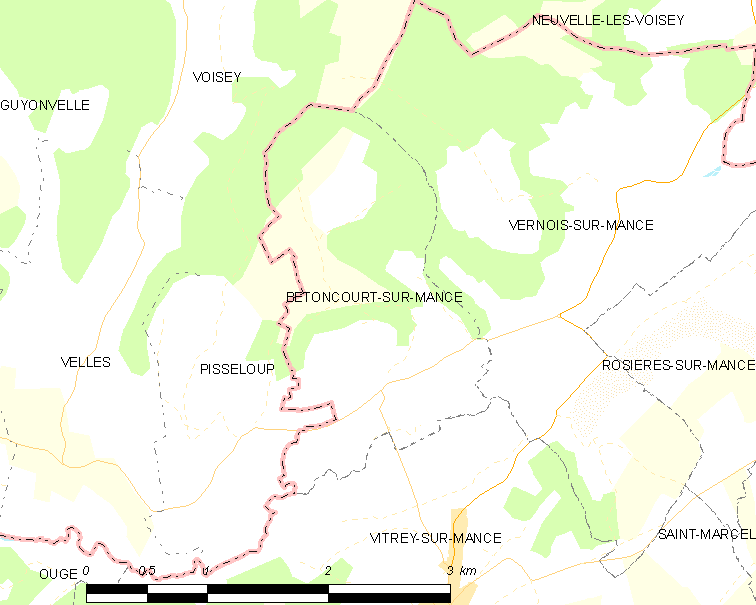
Карта коммуны

В 2010 году среди 22 человек трудоспособного возраста (15—64 лет) 7 были экономически активными, 15 — неактивными (показатель активности — 31,8 %, в 1999 году было 38,2 %). Из 7 активных жителей работали 7 человек (4 мужчины и 3 женщины), безработных не было. Среди 15 неактивных 2 человека были учениками или студентами, 7 — пенсионерами, 6 были неактивными по другим причинам.